# 초월수

원주율(π)은 잘 알려진 초월수이다.

초월수(超越數, 영어: transcendental number)는 수학에서 대수학적이지 않은 수, 즉 유리수 계수를 가지는 0이 아닌 유한 차수 다항 방정식의 해가 될 수 없는 수를 의미한다. 가장 잘 알려진 초월수는 π(원주율)과 e(자연로그의 밑)이다.
현재까지는 적은 양의 초월수들만 알려져 있다. 이는 어떤 주어진 수가 초월수인지 보여주는 것은 극히 어려울 수 있기 때문이다. 그러나 초월수들은 드물지 않다. 실제로 대수적 수들이 가산 집합을 구성하는 반면 실수의 집합, 복소수의 집합은 모두 비가산 집합이므로 거의 모든 실수들과 복소수들은 초월적이다. 또한 모든 유리수가 대수학적이기 때문에 모든 초월실수("실제 초월수" 또는 "초월무리수"라고도 함)는 무리수이다. 그러나 모든 무리수가 초월적인 것은 아니다. 따라서 실수의 집합은 겹치지 않는 유리수, 대수적인 무리수, 초월적인 실수로 구성된다. 예를 들어 제곱근 2는 무리수이지만 다항식 x2 − 2 = 0의 근인 만큼 초월수는 아니다. 황금비({\displaystyle \varphi } 또는 {\displaystyle \phi }로 표시됨)은 다항식 x2 − x − 1 = 0의 근으로서 초월적이지 않은 또다른 무리수이다.

## 역사
"초월적"이라는 이름은 라틴어로 "넘어오거나 넘어서거나"를 뜻하는 '트란스켄데레'(transcendĕre)에서 유래되었다. 고트프리트 빌헬름 라이프니츠는 1682년에 발표한 자신의 논문에서 수학적 개념을 처음 사용했는데 sin x가 x의 대수함수가 아니라는 것을 증명했다. 레온하르트 오일러는 18세기에 "초월수"를 현대적 의미로 정의한 최초의 수학자로 여겨지고 있다.
요한 람베르트는 1768년에 발표한 자신의 논문에서 e(자연로그의 밑)와 π(원주율) 둘 다 초월수라고 추측했고 무리수인 π의 초월수 증명에 대한 대략적인 구성을 제안했다.
조제프 리우빌은 1844년에 초월수의 존재를 처음으로 증명했고 1851년에 리우빌 수와 같은 초월수의 사례를 제시했다.
{\displaystyle {\begin{aligned}L_{b}&=\sum _{n=1}^{\infty }10^{-n!}\\&=10^{-1}+10^{-2}+10^{-6}+10^{-24}+10^{-120}+10^{-720}+10^{-5040}+10^{-40320}+\ldots \\&=0.{\textbf {1}}{\textbf {1}}000{\textbf {1}}00000000000000000{\textbf {1}}00000000000000000000000000000000000000000000000000000\ldots \\\end{aligned}}}
n이 k! (k 계승)인 경우에는 소수점 뒤의 n번째 자리가 1이고 그렇지 않은 경우에는 0이다. 즉 n이 숫자 1! = 1, 2! = 2, 3! = 6, 4! = 24등일 경우에만 이 숫자의 n번째 자릿수가 1이다. 조제프 리우빌은 이 숫자가 특정한 무리수인 대수적 수보다 유리수에 의해 보다 가깝게 근사할 수 있는 초월수의 종류에 속한다는 것을 보여주었고 이 종류의 숫자는 그의 이름을 따서 리우빌 수라고 불린다. 리우빌은 모든 리우빌 수가 초월수라는 것을 증명했다.
위의 예인 리우빌 수는 초월수의 존재를 증명하기 위한 목적으로 특별히 구성되었는데, 그렇게 구성되지 않고 자연스럽게 등장하는 수학 상수 중 가장 먼저 초월성이 증명된 것은 1873년의 샤를 에르미트가 증명한 e이다.
1874년에는 게오르크 칸토어가 대수적 수들은 셀 수 있고 실수는 셀 수 없다는 사실을 증명했다. 그는 또한 초월수를 구성하는 새로운 방법을 제시했다. 비록 이것이 대수적 수의 계산 가능성에 대한 그의 증명에 의해 이미 암시되었지만 칸토어는 실수들만큼 초월수들이 있다는 것을 증명하는 구성을 발표했다. 칸토어의 연구는 초월수의 보편성을 확립했다.
1882년에는 페르디난트 폰 린데만이 π의 초월성에 대한 최초의 증명을 담은 책을 출판했다. 그는 먼저 a가 0이 아닌 대수적 수일 경우 ea가 초월수라는 것을 증명했다. 그렇다면 eiπ = −1은 대수적이므로(오일러의 항등식 참조), iπ는 초월수이어야 한다. 그러나 i가 대수적 수이기 때문에 π는 초월수이어야 한다. 이러한 접근 방식은 카를 바이어슈트라스에 의해 일반화되었는데 오늘날에는 린데만-바이어슈트라스 정리로 알려져 있다. π의 초월은 원적 문제와 같이 가장 유명한 것을 포함하여 컴퍼스와 자 작도를 포함한 여러 고대 기하학 구조들이 갖고 있던 불가능성의 증거를 가능하게 했다.
1900년에는 다비트 힐베르트가 힐베르트 문제 중 7번 문제를 통해 초월수에 대해 영향력 있는 질문을 던졌다. 
"a가 0이나 1이 아닌 대수적 수이고 b가 무리수인 대수적 수라면 반드시 ab은 초월수인가?" 
이에 대한 해답은 1934년에 겔폰트-슈나이더 정리를 통해 제공되었다. 이 연구는 1960년대에 앨런 베이커가 진행한 (대수적 수를 밑으로 하는) 로그에서 선형 형식의 하한에 대한 연구를 통해 다변수의 형태로 확장되었다.

## 특성
초월수의 집합은 셀 수 없이 무한하다. 유리 계수를 갖는 다항식은 셀 수 있고 각각의 다항식은 유한한 근을 가지기 때문에 대수적 수도 셀 수 있어야 한다. 그러나 칸토어는 대각선 논법을 통해 실수가 (그리고 복소수 또한) 셀 수 없다는 것을 증명했다. 그리고 실수 집합은 대수적 수 집합과 초월수 집합의 합집합이기 때문에, 초월수 집합은 셀 수 없다.
어떠한 유리수도 초월적이지 않고 모든 초월실수는 무리수이다. 무리수는 2차 무리수 및 그 외의 형태를 가진 대수적 무리수를 포함하여 모든 실초월수와 대수적 수의 부분집합을 포함한다. 
상수가 아닌 일변수 대수적 함수에 초월수를 대입하면 초월수를 얻는다. 예를 들어 π가 초월적이라는 것부터 5π, ⁠π-3/√2⁠, (√π-√3)8, 4√π5+7과 같은 숫자들이 초월수임을 알 수 있다. 
그러나 다변수 대수적 함수는 초월수를 대입했을 때 대수적 수를 값으로 가질 수도 있다. 예를 들어 π와 (1 − π)는 둘 다 초월적이지만 π + (1 − π) = 1은 그렇지 않다. 예를 들어 e + π가 초월적인지는 알 수 없지만, e + π와 eπ 가운데 적어도 하나는 초월수인 것이 알려져 있다. 더 일반적으로 어떤 두 초월수 a와 b에 대해, 적어도 a + b와 ab 가운데 하나는 초월수여야 한다. 그 이유는 다항식 (x − a)(x − b) = x2 − (a + b)x + ab을 고려해보면 알 수 있다. 만약 (a + b)와 ab가 둘 다 대수적이라면 이것은 대수적 계수를 갖는 다항식이 될 것이다. 대수적 수는 대수적으로 닫힌 체를 형성하기 때문에 다항식의 근인 a와 b가 대수적이어야 한다는 것을 의미한다. 하지만 이것은 가정과 모순이다. 따라서 적어도 하나의 계수가 초월수라는 것을 알 수 있다.
계산 불가능한 수는 초월수의 진부분집합이다. 모든 리우빌 수는 초월적이지만 그 반대는 아니다. 모든 리우빌 수는 무한 연분수 전개에서 부분적인 몫의 상계가 없어야 한다. 대각선 논법을 사용하면 무한 연분수 전개시 부분적인 몫의 상계가 있는 (따라서 리우빌 수도 아니다.) 초월수가 존재한다는 것을 증명할 수 있다. 
e의 명시적인 무한 연분수 전개를 사용하여 e가 리우빌 수가 아니라는 것을 보일 수 있다. (비록 연분수 전개의 부분적인 몫은 상계가 없지만). 쿠르트 말러는 1953년에 π 또한 리우빌 수가 아니라는 것을 증명했다. 상계를 갖는 "간단"한 구조의 모든 비주기 무한 연분수는 초월적이라고 추측된다.(주기적인 연분수와 2차 무리수는 동치이다.)

## 초월수로 입증된 수
초월수로 입증된 수:
- ea에서 a가 대수적 수이고 0이 아닌 경우 (린데만-바이어슈트라스 정리).
- π (원주율, 린데만-바이어슈트라스 정리).
- eπ, 겔폰트 상수, 또는 e−π/2 = ii (겔폰트-슈나이더 정리에 따름).
- ab, 여기서 a는 대수적이지만 0이나 1은 아니며 b는 대수적 무리수이다. (겔폰트-슈나이더 정리에 따름). 특히 2√2: 겔폰트-슈나이더 상수 (또는 힐베르트 수)

- sin a, cos a, tan a, csc a, sec a, cot a 및 이들의 쌍곡선 상대는 0이 아닌 대수적 수 a에 의해 라디안(린데만-바이어슈트라스 정리)에 따름)으로 표현한다.
- 코사인 함수의 고정점. cos x = x 방정식에 대한 실근. 여기서 x는 라디안이다.[20]
- ln a에서 로그 함수의 경우에 대해 a가 대수적 수이고 0 또는 1이 아닌 경우 (린데만-바이어슈트라스 정리에 따름).
- logb a에서 a와 b가 동일한 정수가 아닌 경우 (겔폰트-슈나이더 정리에 따름).
- W(a)의 모든 경우에 대해 a가 대수적 수이고 0이 아닌 경우 (린데만-바이어슈트라스 정리에 따름), 특히 오메가 정수의 Ω.
- √xs, 자연수의 제곱 초근은 정수이거나 초월이다 (겔폰트-슈나이더 정리에 따름)
- Γ(1/3),[21] Γ(1/4),[22], Γ(1/6).[22]
- 0.64341054629..., 카앵 상수.[23]
- 모든 양의 정수의 표현을 연결하여 형성된 무리수인 챔퍼나운 수.[24][25]
- Ω, 차이틴 상수 (계산 불가능한 숫자임).[26]
- 이른바 프레드홀름 상수,[12][27][28]
{\displaystyle \sum _{n=0}^{\infty }10^{-2^{n}}=0.{\textbf {1}}{\textbf {1}}0{\textbf {1}}000{\textbf {1}}0000000{\textbf {1}}\ldots }

또한 10을 대수적 수 b > 1로 대체해도 유지된다.
- 가우스 상수.
- 2개의 렘니스케이트 상수인 L1 (때로는 ϖ라고 표시하기도 함)과 L2.
- 앞에서 언급한 b ∈ (0, 1)에 대한 리우빌 상수.
- 프루에-튀에-모르스 상수.[30][31]
- 코모르니크-로레티 상수.
- 고정 베이스와 관련된 수가 스튀름 단어를 형성하는 임의의 수.[32]
- β > 1의 경우

{\displaystyle \sum _{k=0}^{\infty }10^{-\left\lfloor \beta ^{k}\right\rfloor };}
여기서 {\displaystyle \beta \mapsto \lfloor \beta \rfloor }는 바닥 함수이다.
- 3.300330000000000330033...과 그 역수인 0.30300000303...는 모저-더 브라윈 수열에 의해 0이 아닌 위치가 주어지는 2개의 소수 자릿수만 가지는 2개의 숫자이다.[33]
- 수 ⁠π/2⁠⁠Y0(2)/J0(2)⁠-γ,에서 Yα(x)와 Jα(x)는 베셀 함수이고 γ는 오일러-마스케로니 상수이다.[34][35]

## 초월수일 가능성이 있는 수
초월수 또는 대수적 수로 아직 입증되지 않은 수:
- eπ, e + π, π − e, π/e, ππ, ee, πe, π√2, eπ2 등과 같은 π(원주율)과 e(자연로그의 밑) 사이의 사칙연산, 거듭제곱은 유리수인지 무리수인지, 대수적 수인지 초월수인지 알려져 있지 않다.  주목할 만한 예외는 초월성이 입증된 eπ√n(모든 양의 정수 n에 대해이다.[36]
- 오일러-마스케로니 상수 γ: M. 램 머티와 N. 사라다는 2010년에 ⁠γ/4⁠를 포함하는 무한한 수의 목록을 고려했고 이 가운데 하나를 제외하고 모두 초월적이어야 한다는 것을 증명했다.[37][38] 2012년에는 γ와 오일러-곰페르츠 상수 δ 가운데 적어도 하나가 초월성이라는 것이 입증되었다.[39]
- 카탈랑 상수 무리수로 입증되지도 않았다.
- 킨친 상수 또한 무리수로 입증되지도 않았다.
- 아페리 상수 ζ(3) (로제 아페리는 무리수임을 증명했다.)
- 리만 제타 함수의 다른 홀수 정수인 ζ(5), ζ(7)등 (무리수인지도 입증되지 않았다.)
- 파이겐바움 상수 δ와 α도 무리수로 입증되지 않았다.
- 밀스 상수 또한 무리수로 입증되지도 않았다.
- 코플랜드 에르되시 상수는 소수점 표기를 연결하여 형성된다.

## 같이 보기
- 겔폰트-슈나이더 정리
- 초월수론
- 디오판토스 근사
- 대수적 수

## 참고 문헌
- Adamczewski, Boris; Bugeaud, Yann (2005). “On the complexity of algebraic numbers, II. Continued fractions”. 《Acta Mathematica》 195 (1): 1–20. arXiv:math/0511677. Bibcode:2005math.....11677A. doi:10.1007/BF02588048. S2CID 15521751.
- Allouche, Jean-Paul; Shallit, Jeffrey (2003). 《Automatic Sequences: Theory, Applications, Generalizations》. Cambridge University Press. ISBN 978-0-521-82332-6. Zbl 1086.11015.
- Baker, Alan (1990). 《Transcendental Number Theory》 paperback판. Cambridge University Press. ISBN 978-0-521-20461-3. Zbl 0297.10013.
- Blanchard, André; Mendès France, Michel (1982). “Symétrie et transcendance”. 《Bulletin des Sciences Mathématiques》 106 (3): 325–335. MR 680277.
- Bourbaki, Nicolas (1994). 《Elements of the History of Mathematics》. Springer.
- Bugeaud, Yann (2012). 《Distribution modulo one and Diophantine approximation》. Cambridge Tracts in Mathematics 193. Cambridge University Press]. ISBN 978-0-521-11169-0. Zbl 1260.11001.
- Burger, Edward B.; Tubbs, Robert (2004). 《Making transcendence transparent. An intuitive approach to classical transcendental number theory》. Springer. ISBN 978-0-387-21444-3. Zbl 1092.11031.
- Calude, Cristian S. (2002). 《Information and Randomness: An Algorithmic Perspective》. Texts in Theoretical Computer Science 2 rev. a ext.판. Springer. ISBN 978-3-540-43466-5. Zbl 1055.68058.
- Cantor, Georg (1874). “Über eine Eigenschaft des Inbegriffes aller reelen algebraischen Zahlen”. 《J. Reine Angew. Math.》 77: 258–262.
- Cantor, Georg (1878). “Ein Beitrag zur Mannigfaltigkeitslehre”. 《J. Reine Angew. Math.》 84: 242–258.
- Chudnovsky, G. V. (1984). 《Contributions to the Theory of Transcendental Numbers》. American Mathematical Society. ISBN 978-0-8218-1500-7.
- Davison, J. Les; Shallit, Jeffrey O. (1991). “Continued fractions for some alternating series”. 《Monatshefte für Mathematik》 111 (2): 119–126. doi:10.1007/BF01332350. S2CID 120003890.
- Erdős, Paul; Dudley, Underwood (1983). “Some Remarks and Problems in Number Theory Related to the Work of Euler” (PDF). 《Mathematics Magazine》 56 (5): 292–298. CiteSeerX 10.1.1.210.6272. doi:10.2307/2690369. JSTOR 2690369.
- Gelfond, Alexander (1960). 《Transcendental and Algebraic Numbers》. Dover.
- Gray, Robert (1994). “Georg Cantor and transcendental numbers”. 《Amer. Math. Monthly》 101 (9): 819–832. doi:10.2307/2975129. JSTOR 2975129. Zbl 0827.01004. 2017년 4월 7일에 원본 문서에서 보존된 문서. 2021년 4월 22일에 확인함.
- Higgins, Peter M. (2008). 《Number Story》. Copernicus Books. ISBN 978-1-84800-001-8.
- Hilbert, David (1893). “Über die Transcendenz der Zahlen e und π”. 《Mathematische Annalen》 43 (2–3): 216–219. doi:10.1007/BF01443645. S2CID 179177945.
- Kempner, Aubrey J. (1916). “On Transcendental Numbers”. 《Transactions of the American Mathematical Society》 17 (4): 476–482. doi:10.2307/1988833. JSTOR 1988833.
- Lambert, Johann Heinrich (1768). “Mémoire sur quelques propriétés remarquables des quantités transcendantes, circulaires et logarithmiques”. 《Mémoires de l'Académie Royale des Sciences de Berlin》: 265–322.
- Leibniz, Gottfried Wilhelm; Gerhardt, Karl Immanuel; Pertz, Georg Heinrich (1858). 《Leibnizens mathematische Schriften》 5. A. Asher & Co. 97–98쪽.
- Le Lionnais, François (1979). 《Les nombres remarquables》. Hermann. ISBN 2-7056-1407-9.
- LeVeque, William J. (2002). 《Topics in Number Theory, Volumes I and II》. Dover. ISBN 978-0-486-42539-9.
- Liouville, Joseph (1851). “Sur des classes très étendues de quantités dont la valeur n'est ni algébrique, ni même réductible à des irrationnelles algébriques” (PDF). 《J. Math. Pures Appl.》 16: 133–142.
- Loxton, J. H. (1988). 〈13. Automata and transcendence〉.   A., Baker. 《New Advances in Transcendence Theory》. Cambridge University Press. 215–228쪽. ISBN 978-0-521-33545-4. Zbl 0656.10032.
- Mahler, Kurt (1929). “Arithmetische Eigenschaften der Lösungen einer Klasse von Funktionalgleichungen”. 《Math. Annalen》 101: 342–366. doi:10.1007/bf01454845. JFM 55.0115.01. S2CID 120549929.
- Mahler, Kurt (1937). “Arithmetische Eigenschaften einer Klasse von Dezimalbrüchen”. 《Proc. Konin. Neder. Akad. Wet. Ser. A.》 (40): 421–428.
- Mahler, Kurt (1976). 《Lectures on Transcendental Numbers》. Lecture Notes in Mathematics 546. Springer. ISBN 978-3-540-07986-6. Zbl 0332.10019.
- Natarajan, Saradha; Thangadurai, Ravindranathan (2020). 《Pillars of Transcendental Number Theory》. Springer Verlag. ISBN 978-981-15-4154-4.
- Pytheas Fogg, N. (2002).  Valérie, Berthé; Sébastien, Ferenczi; Christian, Mauduit; A., Siegel, 편집. 《Substitutions in dynamics, arithmetics and combinatorics》. Lecture Notes in Mathematics 1794. Springer. ISBN 978-3-540-44141-0. Zbl 1014.11015.
- Shallit, Jeffrey (1999). 〈Number theory and formal languages〉.   Dennis A., Hejhal; Joel, Friedman; Martin C., Gutzwiller; Andrew M., Odlyzko. 《Emerging applications of number theory. Based on the proceedings of the IMA summer program, Minneapolis, MN, USA, July 15-26, 1996》. The IMA volumes in mathematics and its applications 109. Springer. 547–570쪽. ISBN 978-0-387-98824-5.